# Lourinhanosaurus antunesi
Lourinhanosaurus antunesi es la única especie conocida del género extinto Lourinhanosaurus ("lagarto de Lourinhã") de dinosaurio terópodo probablemente alosauróide basal, que vivió a finales del período Jurásico, hace aproximadamente 150 y 145 millones de años, en el Kimmeridgiense y el Titoniense, en lo que hoy es Europa.

## Descripción
Lourinhanosaurus era un dinosaurio carnívoro medianamente grande. El espécimen encontrado era un subadulto, midiendo cerca de 4,5 metros de largo y alcanzando alrededor los 160 kilogramos. La histología muestra que el espécimen holotipo tenía entre 14 y 17 años. Se descubrieron 32 gastrolitos en la caja torácica del Lourinhanosaurus, siendo el primer dinosaurio terópodo no aviano asociado con este tipo de fósiles. Aunque los gastrolitos se han encontrado en otros terópodos antes de la descripción de L. antunesi, éste fue el primer dinosaurio para el cual esta clase de restos se ha asignado. Durante la descripción del dinosaurio se concluyó que estas piedras pertenecieron al animal, y no las había tragado mientras se comía un dinosaurio herbívoro. También se han descubierto huevos y embriones de dinosaurios, que se cree son los de Lourinhanosaurus; en 1998 se anunció un nido que contenía más de 100 huevos, algunos con embriones bien conservados.

## Descubrimiento e investigación

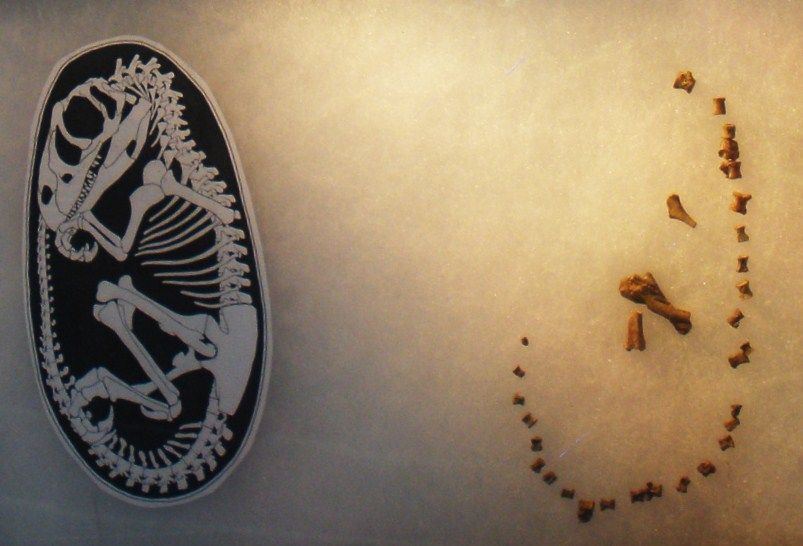
Fósil de un embrión.

Los primeros restos se encontraron en Peralta, cerca de Lourinhã, Portugal en 1982, pero no fueron descritos hasta 1998, por el paleontólogo portugués Octávio Mateus.  La especie tipo y única conocida hasta el momento, L. antunesi, fue nombrada en honor al paleontólogo portugués Miguel Telles Antunes.
Hasta la fecha, el espécimen más completo encontrado de L. antunesi es el holotipo encontrado en Peralta, cerca de Lourinhã, Portugal. Este esqueleto parcial, ML 370, consiste de los restos de seis vértebras cervicales con sus costillas, cinco vértebras sacras con las costillas, 14 caudales, ocho cheurones, ambos fémures, tibia y fábula derecha, un metatarso, ambos íliones, pubis e isquiones, y asociados a ellos 32 gastrolitos. Aparte de esto se ha encontrado un fémur, ML 555 en Porto das Barcas que también se refirió a L. antunesi.
Además de estos especímenes, alrededor 100 huevos, número de espécimen ML 565, algunos de ellos que contenían huesos embrionarios, se encontraron en 1993 en la próxima playa de Paimogo. Estos fueron pronto asignados a L. antunesi. El esqueleto y los huevos están en la exhibición en Museo de Lourinhã.

## Clasificación
Lourinhanosaurus antunesi posee relaciones inciertas, no encontrándose consenso firme sobre estas. Inicialmente fue considerado para ser un miembro primitivo de Allosauroidea, para más adelante relacionarlo más estrechamente con Sinraptoridae, un grupo más restringido dentro de Allosauroidea. Más recientemente un grupo de investigadores han propuesto con buena aceptación que L. antunesi no haya sido un alosauroideo, sino más bien un miembro de Megalosauroidea, un más primitivo grupo de terópodos tetanuros. Benson y col. (2010) descubrieron que, junto con Poekilopleuron, pertenecía a Sinraptoridae. Carrano y col. en 2012  descubrieron que era un celurosaurio basal, aunque solo se necesitaron dos pasos más para convertirlo en un carnosaurio basal o un taxón hermano de Avetheropoda,aunque en 2016 se retomó la idea de que era un celurosaurio,por lo que ninguna de las opciones es poco probable. Actualmente Lourinhanosaurusa vuelto a ser considerado un alosauroide basal. Sin embargo es difícil colocarlo de forma segura más allá de una posición cerca de la base de Avetheropoda.

## Paleoecología

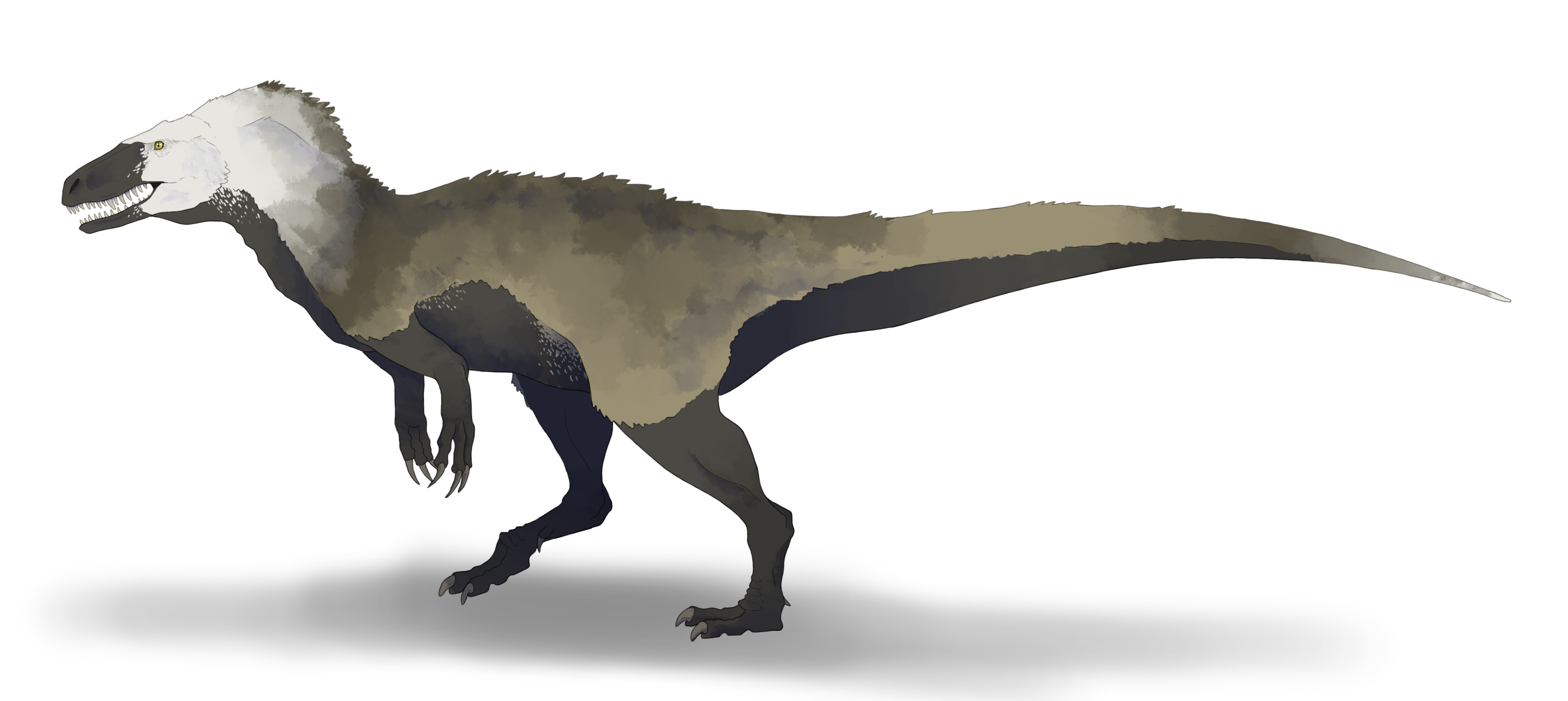
Restauración de Lourinhanosaurus basada en el esqueleto reconstruido ML 370.

En Paimogo, a sólo 6 kilómetros de Lourinhã, se han encontrado más de 100 huevos de dinosaurios terópodos atribuidos a Lourinhanosaurus antunesi. Estos restos indican que dichos terópodos se congregaron en una llanura de inundación formando colonias de anidación, ya que se estimó que dichos huevos fueron puestos por al menos 6 hembras, todos de forma simultánea, en un área de tan sólo 32 metros cuadrados. No existen evidencias de que se excavaran nidos ni se enterraran los huevos, así que lo más probable es que fueran puestos directamente sobre el suelo en un lugar soleado al borde de algún estanque. Es probable que los huevos no fueran empollados activamente. Cuando los embriones ya estaban en una etapa de su desarrollo avanzado, justo antes de la eclosión, un episodio de inundación cubrió la zona, destruyendo la nidada. Se conservan los huesos de algunos embriones.